# 国際放送センター

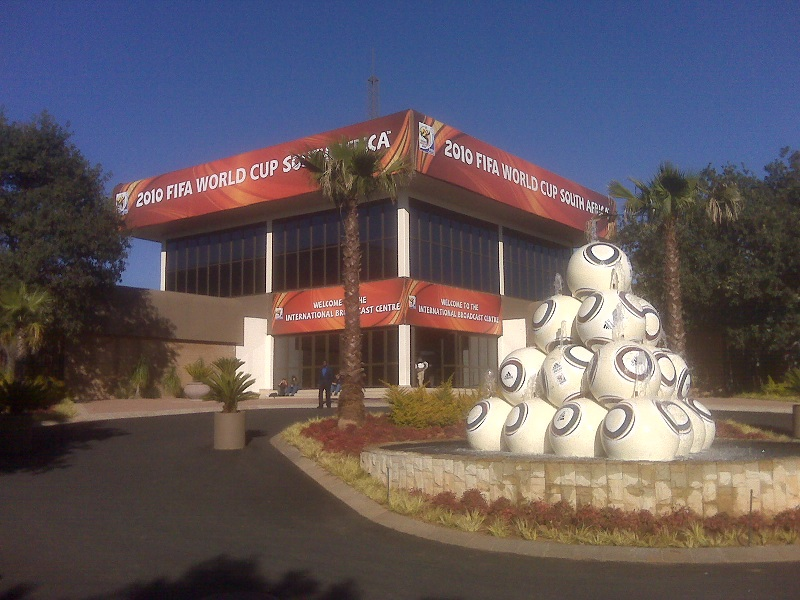
2010W杯国際放送センター

国際放送センター（こくさいほうそうセンター、英語: International Broadcasting Centre, IBC）は、オリンピックやFIFAワールドカップなど、国際スポーツ大会開催時に設置される一時的な放送システムである。
世界各国のテレビ局の特設スタジオや国際映像の心臓部とも言われ、国際放送センターから各国のテレビ局へ、映像や現地レポートが送られ、各国の視聴者へ伝えられる。最初の国際放送センターが設けられたのは、1964年の東京オリンピックで、現在のNHK放送センター東館から世界へ配信された。

## 大会ごとの場所一覧

### オリンピック
オリンピックにおける国際放送センターは、メディア関係者にはメインプレスセンターと並ぶ重要な施設である。ここではオリンピック放送機構制作の国際信号（映像・音声・共通テロップ）の製作・各国の放送事業者への分配が行われたり、各国の放送事業者のマスターコントロールルーム（副調整室）・特設スタジオなどの設置スペースが存在する。また飲食分野の公式スポンサーが提供するレストランなども設置されている。
夏季オリンピック
- 1964年東京オリンピック：NHK放送センター東館（五輪終了後の1965年にNHK放送センターとして使用開始） [1]
- 1968年メキシコシティーオリンピック：メキシコ国立自治大学
- 1972年ミュンヘンオリンピック：オリンピック公園
- 1976年モントリオールオリンピック：パレ・デ・コングレ・ド・モントリオール
- 1980年モスクワオリンピック：モスクワ国際放送センター
- 1984年ロサンゼルスオリンピック：ABCテレビジョン・センター（アメリカ国内向け）・ハリウッドの映画スタジオ[2]（海外向け）
- 1988年ソウルオリンピック：韓国放送公社本社別館
- 1992年バルセロナオリンピック：INEFC バルセロナ貿易フェア館[3]
- 1996年アトランタオリンピック：ジョージア・ワールド・コングレス・センター（GWCC）
- 2000年シドニーオリンピック：シドニー・コンベンション&エキシビション・センター（シドニーE&Cセンター）
- 2004年アテネオリンピック：International Museum of Classical Athletics
- 2008年北京オリンピック：国家会議センター
- 2012年ロンドンオリンピック：オリンピック公園[4]
- 2016年リオデジャネイロオリンピック：リオデジャネイロオリンピック公園
- 2020年東京オリンピック：東京国際展示場(東京ビッグサイト)東展示棟・東新展示棟（東1∼8ホール・リンクスペース）

冬季オリンピック
- 1998年長野オリンピック：NHK長野放送局放送会館（旧会館からの移転に先行して使われる）
- 2002年ソルトレイクシティオリンピック：ソルト・パレス
- 2006年トリノオリンピック：リンゴットフィエーレ
- 2010年バンクーバーオリンピック：バンクーバー・コンベンションセンター
- 2014年ソチオリンピック：ソチオリンピック公園[5]
- 2018年平昌オリンピック：アルペンシアリゾート
- 2022年北京オリンピック：国家会議センター

### FIFAワールドカップ
こちらは国際メディアセンター（International Media Center, 略称：IMC）であり、FIFAワールドカップスポンサーのマクドナルドのレストラン、世界各国のテレビ局の特設スタジオなどが備えられている。
- 2002年日本・韓国：コエックス（ソウル）横浜国際平和会議場（パシフィコ横浜、横浜）
- 2006年ドイツ：新ミュンヘン国際見本市会場
- 2010年南アフリカ：ヨハネスブルク市内
- 2014年ブラジル：リオデジャネイロ市内
- 2018年ロシア：モスクワ市内
- 2022カタール：ドーハ市内

### UEFA欧州選手権
- 1996:  イングランド – ロンドン
- 2000:  オランダ – アムステルダム[6]
- 2004:  ポルトガル – リスボン[7]
- 2008:  オーストリア – ウィーン[8]
- 2012:  ポーランド – ワルシャワ[9]
- 2016:  フランス – パリ[10]
- 2020:  オランダ – フェイフハイゼン[11]
- 2024:  ドイツ – ライプツィヒ[12]